# The Beast Mortos
The Beast Mortos (nacido el 11 de marzo de 1987) es un luchador profesional mexicano, enmascarado conocido por el nombre de Machine Rocker, Black Taurus y Taurus  quien trabaja actualmente en All Elite Wrestling (AEW) y a través de su relación de trabajo que también trabaja regularmente Ring of Honor (ROH). Su nombre real no comparte con orgullo contrario a otros luchadores, donde sus vidas privadas se mantienen en secreto para los fanáticos de la lucha.
A lo largo de su carrera, Taurus ha trabajado en varias empresas del circuito independiente, tales como el Consejo Mundial de Lucha Libre (CMLL), Impact Wrestling (IW), International Wrestling Revolution Group (IWRG), Lucha Libre AAA Worldwide (AAA), Lucha Libre Elite, The Crash, Major League Wrestling (MLW) y Pro Wrestling Guerrilla (PWG).
Entre sus logros ha sido ganador de la Copa Antonio Peña (2015) y nieto de Angel Horacio Sandoval.

## Carrera

### Asistencia Asesoría y Administración / Lucha Libre AAA Worldwide (2012-2016)
A mediados de 2012, AAA presentó un nuevo trío enmascarado conocido como Los Inferno Rockers (Machine Rocker, Devil Rocker y Soul Rocker), un trío de luchadores enmascarados inspirados en el glam roquero que se parecía a la banda de rock Kiss. Más tarde se verificó que el ex-Tito Santana estaba debajo de la máscara de Soul Rocker. El trío se creó como los rivales de Los Psycho Circus (Psycho Clown, Murder Clown y Monster Clown), quienes en ese momento habían estado invictos durante años. Más tarde, introdujeron el Uro Rocker en el equipo, específicamente para Psycho Clown. Más tarde se reveló que se suponía que Uro Rocker era el principal rival de Psycho Clown, pero el luchador interpretó el papel que lastimó a los luchadores con los que trabajó y fue rápidamente retirado del grupo.
El equipo fue eliminado gradualmente a lo largo de 2014, con Demon Rocker tomando el control del personaje de "La Parka Negra". A principios de 2015, Machine Rocker ya no apareció en los shows de AAA tampoco. El 4 de octubre de 2015, Machine Rocker fue re-envasado y presentado como "Taurus", lo que indica la separación de Los Inferno Rockers como una unidad que ganó un combate para ganar la Copa Antonio Peña. El 10 de septiembre de 2016, Tauro anunció su salida de la AAA.

### Lucha Libre Elite (2016)
A finales de 2016, Taurus debutó como Black Tauro en Lucha Libre Elite en equipo con Cibernético y Sharlie Rockstar fue derrotado por Decnis, el Mr. Águila y Zumbido. El 10 de noviembre, Tauro se asoció con Rey Escorpión para derrotar a L.A. Park & Mr. Águila.

### Regreso a la AAA (2018-2024)
El 1 de junio de 2018, Taurus regresó a la AAA después de ayudar a retener el Campeonato Reina de Reinas de AAA de Faby Apache, frente a Ashley.
El 10 de agosto en Saltillo, Taurus perdió en una lucha titular por el Megacampeonato de AAA contra Fénix, Laredo Kid y Puma King en la cual retuvo Fénix.
En Rey de Reyes, derrotó a Octagón Jr. y a Villano III Jr. en un combate de Triple Amenaza y ganó el Campeonato Latinoamericano de la AAA por primera vez.

### Impact Wrestling (2019)
Debido a la alianza de AAA con la empresa estadounidense Impact Wrestling, Vikingo hizo una aparición especial el 1 de febrero de 2019 en el episodio de Impact!, que se grabó del 11 al 12 de enero de 2019 en el Centro de Entretenimiento Frontón México de la Ciudad de México quien hizo equipo con Lucha Brothers (Pentagón Jr. & Fénix) donde derrotaron a Daga y The Latin American Xchange (Ortiz & Santana).

### Major League Wrestling (2019)
El 2 de marzo de 2019 en MLW Fusion, Taurus hizo su debut en Major League Wrestling haciendo equipo con Laredo Kid, perdiendo contra Lucha Brothers (Penta el 0M & Rey Fénix).

### Pro Wrestling Guerrilla (2019)
El 26 de julio de 2019 en el evento "Sixteen", Taurus hizo su debut en Pro Wrestling Guerrilla (PWG), perdiendo con Laredo Kid y Puma King contra Mexablood (Bandido & Flamita) y Rey Horus.

### Regreso a Impact Wrestling (2021-2023)
El día 9 de febrero de, 2021 edición de Impact Wrestling, Tauro hizo su regreso a Impact Wrestling, cuando Rosemary y Crazzy Steve lo presentó como el nuevo miembro de su stable Decay, poco después de recoger una victoria rápida sobre Kaleb with a K. Taurus se unirá a sus compañeros de Decay nuevamente en No Surrender el 13 de febrero, enfrentándose a XXXL (Acey Romero & Larry D) y Tenille Dashwood.

### All Elite Wrestling / Ring of Honor (2023-presente)
El 15 de diciembre de 2023 en Final Battle, Taurus hizo su debut en Ring of Honor (ROH), desafiando a El Hijo del Vikingo por el Megacampeonato de AAA cayendo derrotado. El 22 de diciembre en AEW Rampage, Taurus hizo su debut para la empresa hermana de ROH, All Elite Wrestling (AEW). Una vez más desafió a Vikingo por el Megacampeonato de AAA volviendo a ser derrotado. El 18 de enero de 2024, Luchablog informó que Taurus había firmado con AEW, sin embargo, no podrá usar el nombre o personaje de "Black Taurus" ya que AAA poseía el gimmick. El 5 de abril en Supercard of Honor Zero Hour, Taurus regresó a ROH, ahora con una nueva máscara y bajo el nuevo nombre de ring The Beast Mortos, derrotando a Blake Christian.

## Campeonatos y logros
- Lucha Libre AAA Worldwide
  - Campeonato Latinoamericano de AAA (1 vez)
  - Campeonato Mundial de Tríos de AAA (1 vez) – con El Texano Jr., La Hiedra & Rey Escorpión & Villano III Jr.
  - Copa Antonio Peña (2015)
  - Lucha Libre World Cup (2023) - con Laredo Kid & Pentagón Jr.

- Lucha Libre VOZ
  - VOZ Ultra Championship (1 vez, actual)

- Perros del Mal Producciones
  - Perros del Mal Heavyweight Championship (1 vez, actual)

- Pro Wrestling Illustrated
  - Situado en el Nº349 en los PWI 500 de 2020[15]

- Wrestling Observer Newsletter
  - Lucha 5 estrellas (2019) con Laredo Kid y Puma King vs. Bandido, Flamita y Rey Horus en PWG SIXTEEN el 26 de julio.